# Microregione di Carira
Carira è una microregione dello Stato del Sergipe in Brasile appartenente alla mesoregione del Sertão Sergipano.

## Comuni
Comprende 6 comuni:
- Carira
- Frei Paulo
- Nossa Senhora Aparecida
- Pedra Mole
- Pinhão
- Ribeirópolis